# Lanzenbach (Speltach)
Der Lanzenbach ist ein über 4 km langer Bach des Burgbergwaldes im Landkreis Schwäbisch Hall im nordöstlichen Baden-Württemberg, der nach insgesamt ostsüdöstlichem Lauf bei Oberspeltach in der Gemeinde Frankenhardt von links mit dem aus dem Westen kommenden Buchbach zur Speltach zusammenfließt.

## Geographie

### Verlauf
Der Lanzenbach entsteht etwa 1,5 km südlich des Vellberger Weilers Lorenzenzimmern auf einer über diesem liegenden Geländeplattform des großen Waldgebietes um den Burgberg, die hier von einer nach dem Weiler hin offenen, langgezogenen Flurbucht eingenommen wird. Er entspringt etwa auf 457 m ü. NHN am westlichen Waldrand, quert die Bucht als kleiner Graben zwischen einem Acker und einer Wiese und tritt dann in die bewaldete Klinge seines Oberlaufs ein, die etwa östwärts zieht.
Gut einen halben Kilometer nach dem Beginn dieser Geländerinne läuft auf dem Norden ein kurzer Nebenklingenbach zu, der am Waldrand im Norden zur selben Geländeplattform im Gewann Pfaffenschab an einer sie entwässernden Dränageröhre einsetzt. Insgesamt etwa anderthalb Kilometer unterhalb des Ursprungs verlässt der Lanzenbach den Wald über die Gemeindegrenze zu Frankenhardt in die beginnenden offene Aue hinaus und speist kurz danach den Pfaffenweiher, einen etwa 0,6 ha großen, baumumstandenen See unregelmäßiger Kontur auf etwa 445 m ü. NHN, nahe an dessen geradem rechten Ufer ein Lauf vorbeifließt.
Nach dem See weitet sich die von Wiesen bedeckte, flache Aue weit aus, der Bach fließt darin zwischen dem Muckenwald links und dem bewaldeten Bergrücken Heiligenberg rechts weiter ostwärts. Kurz bevor dieser rechte Randberg neben der dort Seeleswasen genannten Talflur ausläuft, mündet aus dem Nordnordosten kommend der Muckenbach aus einer zuletzt ebenfalls recht weiten und flachen Flurbucht, der erste der zwei linken, beide etwa 1,2 km langen großen Zuflüsse. Dessen anfangs auch eher klingenartige Mulde beginnt nordwestlich der Burgberg-Kuppe (534,1 m ü. NHN) am diese in weitem Bogen umringenden Waldweg.
Im Seeleswasen schwenkt der Lanzenbach langsam auf Südostlauf. Wo er diesen in den Brückwiesen erreicht hat, tritt der Rand des geschlossenen Waldes auch links deutlich zurück. Von Westen her mündet hier der unscheinbare Schneiderwasenbach aus dem flachen, zumeist von Wiesen eingenommenen Schneiderswasen (!), der in einer kleinen Talbucht zwischen Heiligenberg im Norden und Einbühle im Süden seinen 0,9 km langen, teils wohl verdolten Lauf beginnt. Von links und Nordosten dagegen läuft kurz darauf aus der Flurmulde der Lichtmessklinge südöstlich des Burgbergs der Lichtmessbach zu, dessen Graben sich durchzieht.
Weiter abwärts an seinem südöstlichen Unterlauf tritt der Lanzenbach zunächst in weiter, unbebauter Aue zwischen die ersten Häuser des Frankenhardter Dorfes Oberspeltach links und rechts. Er passiert hier eine kleine feuchte Kuhle und einen winzigen Teich am rechten Ufer und tritt dann erst in den Siedlungsbereich des Ortes ein. An der kleinen Dorfkirche unterquert er die Hauptstraße und fließt dann weniger als 200 Meter weiter am südlichen Ortsrand von links und zuletzt Nordwesten etwa auf 457 m ü. NHN mit dem aus dem Westen kommenden, fast gleich langen und einzugsgebietsreichen Buchbach zur Speltach zusammen, die dann etwa ostsüdöstlich durch ihre weite Aue abfließt.
Der ca. 4,5 km lange Lanzenbach mündet etwa 35 Höhenmeter unterhalb seines Ursprungs und hat ein mittleres Sohlgefälle von rund 8 ‰.

### Einzugsgebiet
Der Lanzenbach hat ein 6,7 km² großes Einzugsgebiet, das naturräumlich zum Unterraum Burgberg-Vorhöhen und Speltachbucht der Schwäbisch-Fränkischen Waldberge gehört. Seine Kontur hat etwa die Form eines flachen Dreiecks mit einer knapp 4,5 km langen Basis, die sich vom kleinen Hochplateau der Oberen Ebene (ca. 476 m ü. NHN) wenig westlich des Ursprungs in Richtung Ostsüdosten bis zur Mündung spannt. Quer dazu erreicht es an der weitesten Stelle wenig über 2 km Breite, der nordnordöstlichste Punkt zwischen den beiden mit rund 3 km etwa gleich langen anderen Einzugsgebietsseiten liegt auf einem Hochplateau im Hohenschlag (ca. 500 m ü. NHN) wenig nördlich des Muckenbach-Ursprungs.
Die hydrologisch bedeutendste Wasserscheide grenzt an das Einzugsgebiet des Aalenbachs, der über Bühler und dann Kocher in den Neckar entwässert, den der Lanzenbach-Abfluss dagegen über Speltach und Jagst erreicht. Hinter ihr laufen im Nordnordosten die kleinen Wasserläufe des Brühlbachs bei Lorenzenzimmern und weiter im Osten des Bachs aus der Teufelsklinge etwas aufwärts des Weilers dem oberen Aalenbach zu. Jenseits der nordöstlichen Wasserscheide vom Hohenschlag bis zur Mündung, die über den höchsten Punkt, der auch zum Lanzenbach entwässert, auf dem Burgberg-Hochplateau (534,1 m ü. NHN) zieht, führen der Herrenbach bei Roßfeld und danach das Aspenbächle bei Onolzheim dem Jagst-Zufluss Maulach zu. Die lange rechte Wasserscheide im Südsüdwesten trennt nacheinander vom Einzugsgebiet des rechten Speltach-Oberlaufs Buchbach, dann von dessen linkem Zufluss Seebach, zuletzt schon wieder nahe der Oberen Ebene von dem der Steppach, die bei Großaltdorf in den mittleren Aalenbach mündet.
Der größere Teil des Gebietes gehört zur Gemeinde Frankenhardt, ein deutlich kleinerer im Westen zur Kleinstadt Vellberg, ein noch kleinerer Saum im Wesentlichen am Nordrand mit allein Waldfläche zur Mittelstadt Crailsheim. Einziger Ort am Lauf ist das Frankenhardter Dorf Oberspeltach an der Mündung. Dem Aussichtsturm auf dem Burgberg in einer kleinen umgebenden Wiesenlichtung, der an der Wasserscheide steht, ist zwar eine Gaststätte angeschlossen. Diese ist aber unbewohnt und wird nur sommers und an Wochenenden geöffnet.

### Zuflüsse und Seen
Liste der Zuflüsse und  Seen von der Quelle zur Mündung. Gewässerlänge, Seefläche und Einzugsgebiet und Höhe nach den entsprechenden Layern auf der Onlinekarte der LUBW. Andere Quellen für die Angaben sind vermerkt.
Quelle des Lanzenbachs auf etwa 457 m ü. NHN ca. 1,5 km südlich von Vellberg-Lorenzenzimmern am westlichen Waldrand eines Flurschlauchs auf dem Strüt in einem Randgraben zwischen einem Acker und einer Wiese. Der Bach fließt in diesem schmalen Stück Flur zunächst nordöstlich und nach seinem Waldeintritt teils auf Mäanderlauf etwa östlich.
- (Waldrinnsal), von links und Norden auf etwa 445 m ü. NHN gegenüber dem Vierzehnerholz aus dem Pfaffenschab, wenigstens 0,5 km[LUBW 7] und ca. 0,3 km². Entfließt auf etwa 458 m ü. NHN einer Felddränage am Nordrand des Waldes zum Fluranteil des Pfaffenschabs. Der hier schon etwa 0,7 km[LUBW 7] lange Hauptlauf hat bis hierher schon ein Teileinzugsgebiet von etwa 0,8 km².
- (Rinnsal), von rechts und Südwesten auf etwa 439 m ü. NHN am Beginn der Tallichtung kurz vor dem folgenden, ca. 0,2 km[LUBW 7] und ca. 0,3 km². Entsteht auf etwa 445 m ü. NHN neben der gewundenen Waldwegtalsteige zum Pfaffenweiher hinunter.
- Speist auf etwa 445 m ü. NHN den unmittelbar links am Lauf liegenden Pfaffenweiher, 0,6 ha.
Der vor dem See die Talseite nach links wechselnde Weg aus dem Wald folgt ab nun bis zum Mündungsort links in der weiten Talaue dem Bach.
- Muckenbach, von links und aus dem Nordnordosten auf etwa 434 m ü. NHN im Auengewann Seeleswasen aus einer weiten Seitenaue, 1,2 km und ca. 1,0 km². Entsteht auf etwa 466 m ü. NHN nordwestlich des Burgbergs an einem Wegabzweig der ihn in weitem Ring umlaufenden Waldstraße.
Wenig nach diesem Zufluss wendet sich der Lanzenbach auf südöstlichen Lauf.
- Schneiderwasenbach[LUBW 8], von rechts und Westen auf etwa 428 m ü. NHN aus dem Schneiderswasen, ca. 0,9 km und ca. 0,6 km². Entsteht auf etwa 440 m ü. NHN in einer mit Niederwald bestandenen Talbucht zwischen dem Heiligenberg im Norden und dem Einbühl im Süden. Anfangs unscheinbare Wiesenrinne ohne erkennbares Bett.
- Lichtmessbach, von links und Nordosten auf 427,2 m ü. NHN[LUBW 9] wenig nach dem vorigen westlich vor dem Mettelbühl-Sporn, 1,0 km und ca. 0,9 km². Entsteht auf etwa 448 m ü. NHN und durchläuft fast von Anfang an die in offener Flur liegende Lichtmessklinge.
- Passiert auf Höhen um 425 m ü. NHN erst eine fast ausgetrocknete Lache, ca. 0,1 ha[LUBW 6], kurz danach einen Kleinteich, unter 0,1 ha[LUBW 6], beide direkt am rechten Ufer in der unbebauten Talaue nach den ersten Häusers Oberspeltachs auf den Hügeln.

Zusammenfluss des Lanzenbachs in seit dem Unterlauf südöstlicher Richtung auf etwa 422 m ü. NHN mit dem von Westen kommenden, rechten Buchbach zur Speltach nach Durchquerung des Dorfes am südlichen Ortsrand von Oberspeltach, Gemeinde Frankenhardt. Der Lanzenbach ist etwa 4,5 km lang und hat ein Einzugsgebiet von 6,7 km².

## Geologie
Auf den tiefsten Lagen des Einzugsgebietes und dem deutlich überwiegenden Teil seiner Fläche steht der Gipskeuper (Grabfeld-Formation) an. In vier Inseln auf den höchsten Erhebungen, über welche die Wasserscheide läuft, liegt darüber allein noch – meist in Gestalt kleiner Hochebenen – der Schilfsandstein (Stuttgart-Formation): im Hohenschlag (wenig über 500 m ü. NHN), auf dem Burgberg-Plateau (534,1 m ü. NHN), auf einer kleinen Kuppe des westlichen Heiligenbergs (ca. 484,2 m ü. NHN) und auf der Oberen Ebene (ca. 476 m ü. NHN).
Die herausragende Höhe des Burgbergs und seine Höhendifferenz zur Heiligenberg-Kuppe von über 50 Höhenmetern lässt etwas an diesem Bild zweifeln, weil die Schilfsandsteinschicht hier für die Region außergewöhnlich dick sein müsste. Vielleicht zeigt die Karte hier einen Generalisierungsfehler und der Burgberg ragt sogar noch über die dem Schilfsandstein aufliegenden Unteren Bunten Mergel (Steigerwald-Formation) bis in den ebenfalls zu Verebnungen neigenden Kieselsandstein (Hassberge-Formation).

## Natur, Landschaft und Schutzgebiete
Der dort noch wenig Wasser führende Lanzenbach läuft in seiner Oberlauf-Waldklinge im Vierzehnerholz langsam über sein schmales, mäandrierendes Bett mit Lehm oder feinen Kieseln auf dem Grund. Mit dem Austritt in die Flur beginnt sein begradigter Lauf, der von einer mehr oder weniger dünnen Galerie aus zumeist Schwarzerlen begleitet wird; in der Mitte des 19. Jahrhunderts lief der Bach auch hier noch in Mäandern. Anfangs liegen an beiden Flurufern weite Nasswiesen, die mit dem Zulauf der Muckenbachs sich stark verengen und immer wieder aussetzen. Es gibt wenig Hecken in der Aue, das einzige weitere großflächige Gliederungselement sind die zwei Baum- und Strauchreihen beiderseits eines querenden Waldweges vom Seeleswasen zur Ostspitze des Heiligenberges.
Das Einzugsgebiet ist zu etwas weniger als der Hälfte bewaldet. Die offenen Anteile liegen überwiegend im weiten Talgrund und vor allem auf den unterhalb des Muckenbach-Zulaufs erst rechts, dann links waldfrei werdenden flachen Seitenhöhen; dazu kommen die beackerten Flächen im Nordnordwesten auf dem Plateau bei Lorenzenzimmern in den Gewannen Strüt und Pfaffenschab. Die Flur beidseits von Mittel- und Unterlauf wird dagegen anfangs von Wiesen dominiert, zum Schluss wieder von Äckern.
Links merklich über der breiten Lanzenbachaue gehören die kleine Hochfläche des Burgbergs und deren Kuppenhänge dem 17 ha großen, überwiegend offenen Landschaftsschutzgebiet Burgberg an.

### LUBW
Amtliche Online-Gewässerkarte mit passendem Ausschnitt und den hier benutzten Layern: Lauf und Einzugsgebiet des Lanzenbachs

Allgemeiner Einstieg ohne Voreinstellungen und Layer: Daten- und Kartendienst der Landesanstalt für Umwelt Baden-Württemberg (LUBW) (Hinweise)
1. 1 2 3 4 5 6 7  Höhe nach dem Höhenlinienbild auf dem Hintergrundlayer Topographische Karte.
2. ↑  Länge nach dem Layer Gewässernetz (AWGN), ein zusätzliches kurzes Oberlaufstück des Lanzenbachs im Strüt, das beim Polygonzug nicht berücksichtigt war, wurde abgemessen auf dem Hintergrundlayer Topographische Karte.
3. 1 2  Einzugsgebiet nach dem Layer Basiseinzugsgebiet (AWGN).
4. ↑  Länge nach dem Layer Gewässernetz (AWGN).
5. ↑  Seefläche nach dem Layer Stehende Gewässer.
6. 1 2 3  Einzugsgebiet abgemessen auf dem Hintergrundlayer Topographische Karte.
7. 1 2 3  Länge abgemessen auf dem Hintergrundlayer Topographische Karte.
8. ↑  Name des Schneiderswasenbachs erschlossen. Das durchlaufene Gewann heißt Schneiderswasen zufolge dem Hintergrundlayer Topographische Karte, der auf dem Layer Gewässernetz (AWGN) genannte Namen ohne das Genitiv-S ist deshalb wohl ein Schreibfehler.
9. 1 2 3  Höhe nach schwarzer Beschriftung auf dem Hintergrundlayer Topographische Karte.
10. ↑  Länge nach dem Layer Gewässernetz (AWGN). Ein nur recht kurzes weiteres Oberlaufstück, das nicht im Polygonzug auf dieser Gewässerkarte enthalten ist, wurde auf dem Hintergrundlayer Topographische Karte zusätzlich abgemessen.
11. ↑  Landschaftsschutzgebiet nach dem gleichnamigen Layer.

### Andere Belege
1. ↑  Siehe das Kapitel zu Ober-Speltach in der Beschreibung des Oberamts Crailsheim von 1838.
2. ↑  Wolf-Dieter Sick: Geographische Landesaufnahme: Die naturräumlichen Einheiten auf Blatt 162 Rothenburg o. d. Tauber. Bundesanstalt für Landeskunde, Bad Godesberg 1962. → Online-Karte (PDF; 4,7 MB)
3. ↑  Geologie nach: Mapserver des Landesamtes für Geologie, Rohstoffe und Bergbau (LGRB) (Hinweise)
4. ↑  Siehe das Kartenblatt Topographischer Atlas des Koenigreichs Württemberg - Blatt 12 Ellwangen (PDF, 5,8 MByte) von 1838.